# Gianni Verschueren
Gianni Verschueren (24 januari 1989) is een Vlaamse acteur.
Sinds 1997 vertolkt Gianni de rol van Maarten Van den Bossche in de televisieserie Familie. In de zomer van 2005 stopten zijn draaidagen op de set van Familie, doordat Familie in na de zomer van 2006 een tijdsprong van 3 jaar maakt en zijn personage daardoor door een andere acteur vertolkt zal worden.
Als kind speelde hij mee in enkele reclamespotjes en in 2000 verscheen hij in de videoclip van het liedje 'Swingen' van de M-Kids.